# Creoleon patrizianus
Creoleon patrizianus är en insektsart som beskrevs av Navás 1932. Creoleon patrizianus ingår i släktet Creoleon och familjen myrlejonsländor. Inga underarter finns listade i Catalogue of Life.